# La gran malaltia de l'amor
La gran malaltia de l'amor (títol original en anglès, The Big Sick) és una pel·lícula de comèdia romàntica estatunidenca del 2017 dirigida per Michael Showalter i escrita per Emily V. Gordon i Kumail Nanjiani. Està protagonitzada pel mateix Nanjiani, Zoe Kazan, Holly Hunter, Ray Romano, Adeel Akhtar i Anupam Kher. Gordon i Nanjiani van escriure la pel·lícula basant-se en la seva relació; segueix una parella interracial que ha de fer front a les diferències culturals després que Emily (Kazan) emmalalteixi. S'ha doblat al valencià per a À Punt; també s'ha subtitulat al català oriental.
La pel·lícula es va estrenar al Festival de Cinema de Sundance el 20 de gener de 2017. Va comptar amb una estrena limitada als cinemes el 23 de juny de 2017 a càrrec d'Amazon Studios i Lionsgate, abans d'ampliar-se el 14 de juliol de 2017. Una de les pel·lícules més aclamades del 2017, va ser escollida per l'American Film Institute com una de les 10 millors pel·lícules de l'any i va ser nominada a l'Oscar al millor guió original. Amb un pressupost de 5 milions de dòlars, va recaptar-ne 56 a tot el món, convertint-se en una de les pel·lícules independents més taquilleres del 2017.